# Douglas BTD Destroyer
Le Douglas BTD Destroyer est un bombardier-torpilleur américain développé pour l'United States Navy durant la Seconde Guerre mondiale. C'est le premier avion de la marine à avoir un train d’atterrissage tricycle.

## Développement

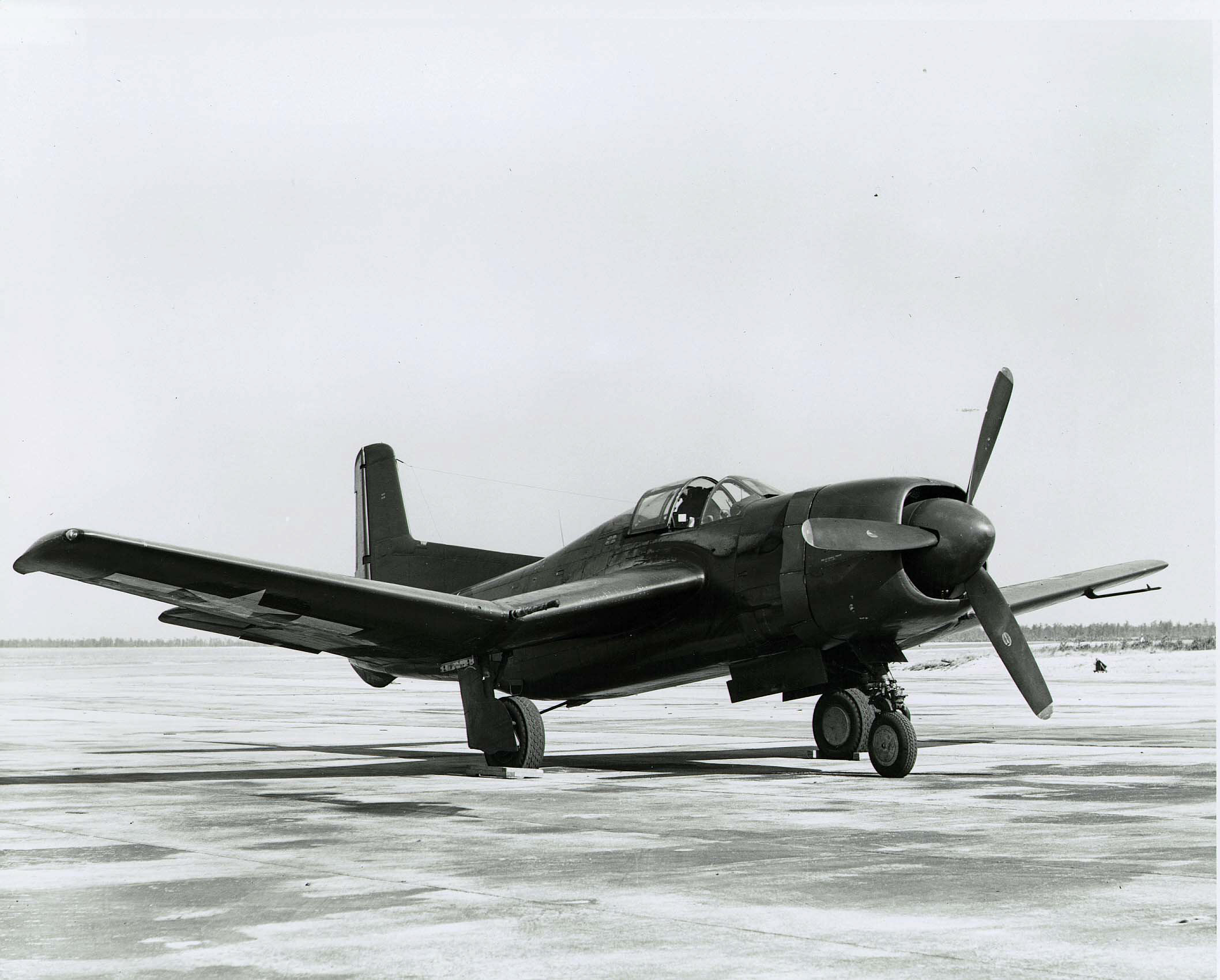
Un Douglas BTD-1 Destroyer en 1945 ou 1946.

Le 20 juin 1941, la marine américaine a passé une commande avec la Douglas Aircraft Company pour deux prototypes d'un nouveau bombardier en piqué biplace pour remplacer le SBD Dauntless et le nouveau SB2C Helldiver, désigné XSB2D-1. L'avion qui en résulte, conçu par une équipe dirigée par Ed Heinemann, est un grand monoplan monomoteur à ailes médianes. Il avait une aile en mouette à écoulement laminaire et, chose exceptionnelle pour un avion embarqué de l'époque, un train tricycle. Il était équipé d'une soute à bombes et pouvait emporter sous voilure un maximum de 1,900 kg, tandis que l'armement défensif était composé de deux canons de 20 mm dans les ailes et de deux tourelles contrôlées à distance, chacune dotée de deux de mitrailleuses 12,7 mm.
Le premier prototype vola le 8 avril 1943, démontrant d'excellentes performances, étant beaucoup plus rapide et pouvant transporter le double de la charge de bombe du Helldiver. Une commande pour 358 SB2D-1 a rapidement suivi. La marine américaine a ensuite modifié ses exigences, désirant un bombardier-torpilleur monoplace et sans tourelles défensives. La compagnie Douglas retravaille le S2BD en supprimant les tourelles et l'espace du second membre de l'équipage, tout en ajoutant plus de carburant et de blindage. La production du BTD-1 Destroyer commence alors. Les commandes du S2BD sont converties en BTD-1. Le premier vol du BTD-1 a lieu le 5 mars 1944.

## Histoire opérationnelle
La première série de BTD-1 est réalisée en juin 1944. Au moment de la reddition du Japon en août 1945, seulement 28 avions sont livrés et la production est annulée, tout comme le Martin Mauler. Aucun n'a participé aux combats. En tout cas, Heinemann et son équipe travaillaient déjà au développement du monoplace BT2D qui est devenu le Douglas AD Skyraider.

## Variantes

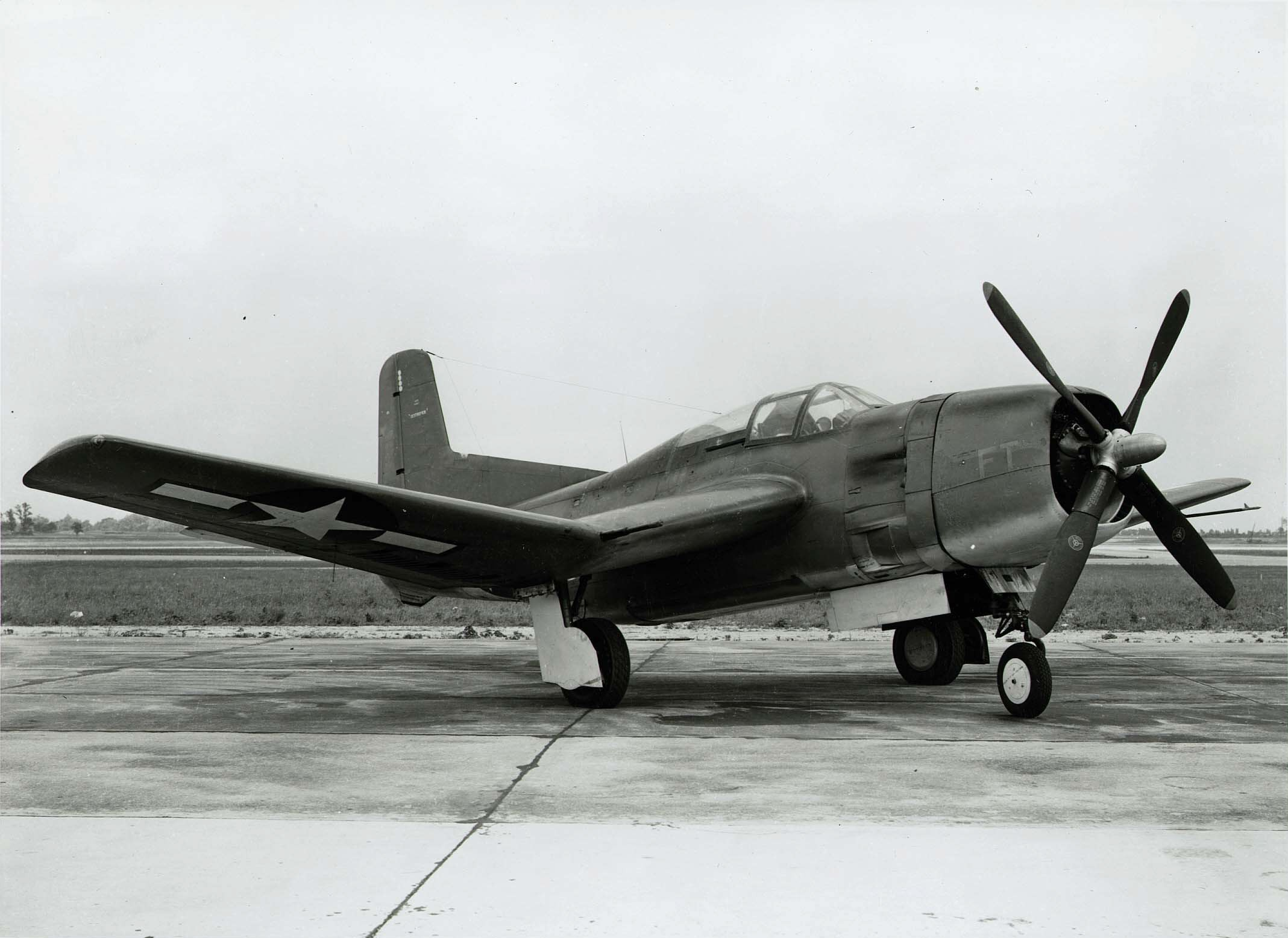
Le simple siège, BTD-1.

XSB2D-1
Prototype biplace, bombardier en piqué-torpilleur. Deux exemplaires construits.
SB2D-1
Version proposée à la série du XSB2D-1. 358 exemplaires commandés, mais l'ordre est donné de les convertir en BTD-1 avant qu'un seul exemplaire soit sorti d'usine.
BTD-1
Version monoplace. 26 exemplaires construits.
XBTD-2
Prototype à propulsion mixte (moteur à piston + turboréacteur). Un turboréacteur Westinghouse 19B de 6,7 kN de poussée (1 500 lbf) fut ajouté à l'arrière du fuselage mais ce n'est pas suffisant pour améliorer les performances. Le premier vol a lieu en mai 1944. Deux appareils sont construits.

## Opérateurs
États-Unis
- United States Navy

## Survivants
- BTD-1, BuNo 4959, Wings of Eagles Discovery Center, Elmira-Corning Regional Airport (en), Elmira, New York[5],[6] Cet avion avait longtemps été au Florence Air & Missile Museum (en) jusqu'en 1997.